# A magyar labdarúgó-válogatott 2011. augusztus 10-i mérkőzése
A magyar labdarúgó-válogatott barátságos mérkőzése Izland ellen, 2011. augusztus 10-én. A végeredmény 4–0 lett a magyar csapat javára.

## Előzmények
Ez volt a magyar labdarúgó-válogatott hatodik mérkőzése 2011-ben. Az eddigi mérleg sorrendben: győzelem Azerbajdzsán ellen 2–0-ra barátságos mérkőzésen, 4–0-s hazai vereség Hollandia ellen hazai pályán, majd négy napra rá vereség a hollandok elleni "visszavágón" 5–3-ra (mindkettő Eb-selejtező volt), majd 1–0-s győzelem Luxemburg ellen, felkészülési találkozón, a legutóbbi találkozón pedig 3–0-s győzelem San Marino felett, Eb-selejtezőn.
Az izlandi labdarúgó-válogatott ezt a mérkőzést megelőzően legutóbb 2011. június 4-én lépett pályára. Akkor Eb-selejtezőn Dánia győzte le őket, hazai pályán, 2–0 arányban.

## Keretek
Egervári Sándor, a magyar labdarúgó-válogatott szövetségi kapitánya július 27-én hirdette ki a huszonhárom főből álló keretet, azonban később egy helyen módosította azt.
Ólafur Jóhannesson, az izlandi válogatott kapitánya augusztus elején hirdette ki Izland válogatottjának keretét a barátságos mérkőzésre, amelyen később öt helyen is változtatott.
| Magyarország         | Magyarország | Magyarország | Magyarország     |
| Név                  | Kor          | Vál./Gól     | Klub             |
| -------------------- | ------------ | ------------ | ---------------- |
| Bogdán Ádám          | 23 éves      | 1 / 0        | Bolton Wanderers |
| Csernyánszki Norbert | 35 éves      | 0 / 0        | Paksi FC         |
| Király Gábor         | 35 éves      | 81 / 0       | 1860 München     |
| Fehér Zoltán         | 30 éves      | 0 / 0        | Győri ETO        |
| Halmosi Péter        | 31 éves      | 30 / 0       | Haladás          |
| Juhász Roland        | 28 éves      | 64 / 5       | RSC Anderlecht   |
| Korcsmár Zsolt       | 22 éves      | 0 / 0        | Brann            |
| Laczkó Zsolt         | 24 éves      | 13 / 0       | Sampdoria        |
| Lázár Pál            | 23 éves      | 5 / 0        | Samsunspor       |
| Lipták Zoltán        | 26 éves      | 8 / 1        | Videoton         |
| Pintér Ádám          | 23 éves      | 5 / 0        | Real Zaragoza    |
| Czvitkovics Péter    | 28 éves      | 8 / 0        | KV Kortrijk      |
| Dzsudzsák Balázs     | 24 éves      | 37 / 5       | Anzsi Mahacskala |
| Elek Ákos            | 23 éves      | 11 / 0       | Videoton         |
| Hajnal Tamás         | 30 éves      | 40 / 5       | VfB Stuttgart    |
| Koltai Tamás         | 24 éves      | 4 / 0        | Győri ETO        |
| Koman Vladimir       | 22 éves      | 12 / 3       | Sampdoria        |
| Vadócz Krisztián     | 26 éves      | 37 / 2       | Osasuna          |
| Varga József         | 23 éves      | 5 / 0        | Debreceni VSC    |
| Lázár Bence          | 20 éves      | 0 / 0        | Újpest           |
| Priskin Tamás        | 24 éves      | 33 / 8       | Ipswich Town     |
| Rudolf Gergely       | 26 éves      | 20 / 6       | Genoa            |

| Izland                     | Izland  | Izland   | Izland              |
| Név                        | Kor     | Vál./Gól | Klub                |
| -------------------------- | ------- | -------- | ------------------- |
| Haraldur Björnsson         | 22 éves | 0 / 0    | Valur               |
| Stefán Logi Magnússon      | 30 éves | 6 / 0    | Lillestrøm          |
| Arnór Sveinn Aðalsteinsson | 25 éves | 9 / 0    | Breiðablik          |
| Jón Guðni Fjóluson         | 22 éves | 4 / 0    | Beerschot           |
| Elfar Freyr Helgason       | 22 éves | 0 / 0    | AÉK                 |
| Hermann Hreiðarsson        | 37 éves | 88 / 5   | Portsmouth          |
| Birkir Már Sævarsson       | 26 éves | 23 / 0   | Brann               |
| Indriði Sigurðsson         | 29 éves | 59 / 2   | Viking              |
| Hjörtur Logi Valgarðsson   | 22 éves | 1 / 0    | IFK Göteborg        |
| Birkir Bjarnason           | 23 éves | 5 / 0    | Viking              |
| Rúrik Gíslason             | 23 éves | 10 / 1   | Odense BK           |
| Jóhann Berg Guðmundsson    | 20 éves | 10 / 0   | AZ                  |
| Aron Gunnarsson            | 22 éves | 23 / 0   | Cardiff City        |
| Eggert Gunnþór Jónsson     | 22 éves | 9 / 0    | Hearts              |
| Arnór Smárason             | 22 éves | 5 / 1    | Esbjerg             |
| Matthías Vilhjálmsson      | 24 éves | 6 / 1    | FH                  |
| Alfreð Finnbogason         | 22 éves | 4 / 1    | Lokeren             |
| Eiður Guðjohnsen           | 32 éves | 64 / 24  | AÉK                 |
| Heiðar Helguson            | 33 éves | 54 / 12  | Queens Park Rangers |

 megjegyzés: Az adatok a mérkőzés előtti állapotnak megfelelőek!

## Az összeállítások
| 2011. augusztus 10. 19:45 (UTC+1) |

| Magyarország                                | 4 – 0               | Izland          |
| ------------------------------------------- | ------------------- | --------------- |
| Koman 32' Rudolf 45' Dzsudzsák 59' Elek 88' | (2 – 0) Jegyzőkönyv | Hreiðarsson 51' |

| Puskás Ferenc Stadion, Budapest Nézőszám: 10 000 Játékvezető: Wolfgang Stark (német) |

| Csapatszínek | Csapatszínek | Csapatszínek |
| Csapatszínek |              |              |
| Csapatszínek |              |              |
|              |              |              |
| Magyarország |              |              |

| Csapatszínek | Csapatszínek | Csapatszínek |
| Csapatszínek |              |              |
| Csapatszínek |              |              |
|              |              |              |
| Izland       |              |              |

| MAGYARORSZÁG:        |    |                      |             |
|                      |    |                      |             |
| K                    | 1  | Bogdán Ádám          |             |
| JV                   | 4  | Varga József         |             |
| V                    | 2  | Lipták Zoltán        | a szünetben |
| V                    | 3  | Korcsmár Zsolt       |             |
| BV                   | 5  | Laczkó Zsolt         | 84'         |
| KKP                  | 6  | Elek Ákos            | 88'         |
| KKP                  | 9  | Vadócz Krisztián     | a szünetben |
| JKP                  | 11 | Koman Vladimir       | 32'         |
| KTK                  | 10 | Hajnal Tamás         | 76'         |
| BKP                  | 7  | Dzsudzsák Balázs     | 59' 86'     |
| CS                   | 8  | Rudolf Gergely       | 45'         |
| Cserék:              |    |                      |             |
| K                    | 12 | Király Gábor         |             |
| K                    | ## | Csernyánszki Norbert |             |
| V                    | 14 | Juhász Roland        | a szünetben |
| V                    | ## | Fehér Zoltán         |             |
| KTK                  | 15 | Koltai Tamás         | 76'         |
| BV                   | 16 | Halmosi Péter        | 84'         |
| JKP                  | 17 | Czvitkovics Péter    | 86'         |
| CS                   | 18 | Priskin Tamás        | a szünetben |
| Szövetségi kapitány: |    |                      |             |
| Egervári Sándor      |    |                      |             |

| HOLLANDIA:           |    |                            |             |
|                      |    |                            |             |
| K                    | 1  | Stefán Logi Magnússon      |             |
| JV                   | 3  | Birkir Már Sævarsson       | 74'         |
| V                    | 7  | Hermann Hreiðarsson        | 51' 69'     |
| V                    | 5  | Indriði Sigurðsson         | 53'         |
| BV                   | 4  | Eggert Gunnþór Jónsson     |             |
| JKP                  | 18 | Jóhann Berg Guðmundsson    |             |
| KKP                  | 17 | Aron Gunnarsson            | 67'         |
| KKP                  | 19 | Rúrik Gíslason             |             |
| BKP                  | 15 | Birkir Bjarnason           |             |
| KTK                  | 9  | Eiður Guðjohnsen           | 84'         |
| CS                   | 11 | Heiðar Helguson            | a szünetben |
| Cserék:              |    |                            |             |
| K                    | ## | Haraldur Björnsson         |             |
| V                    | 2  | Elfar Freyr Helgason       | 69'         |
| V                    | 6  | Arnór Sveinn Aðalsteinsson | 74'         |
| V                    | 13 | Hjörtur Logi Valgarðsson   | 53'         |
| V                    | 14 | Jón Guðni Fjóluson         | 67'         |
| KP                   | 8  | Arnór Smárason             | 84'         |
| KP                   | ## | Matthías Vilhjálmsson      |             |
| CS                   | 16 | Alfreð Finnbogason         | a szünetben |
| Szövetségi kapitány: |    |                            |             |
| Ólafur Jóhannesson   |    |                            |             |

## A mérkőzés
2011. április 1-jén jelentették be hivatalosan, hogy Magyarország felkészülési mérkőzést játszik Izlanddal, augusztus 10-én. A találkozón a 32. percben Koman Vladimir szerzett vezetést a magyar csapat számára. Az első félidő végén Rudolf Gergely növelte 2–0-ra a hazai csapat előnyét. A második játékrészben, az 59. percben Dzsudzsák Balázs talált az izlandi kapuba, a mérkőzés végeredményét azonban Elek Ákos állította be, a 88. percben. Magyarország–Izland 4–0.

| „                                                            | A vonalvédekezésük mögötti üres területeket próbáltuk megtámadni. Örülök, hogy magabiztos, jó játékkal tudtunk ráhangolódni a svédek elleni mérkőzésre. (...) Megállták a helyüket a fiatalok. Korcsmár különösen jó játékkal rukkolt elő, magabiztos volt. A felkészülés közepén van jó néhány játékosunk, de remekül álltak hozzá a mérkőzéshez, annyira felpörgették magukat, hogy dicséretet érdemelnek. (...) Több kulcsemberünk is hiányzott, de látva ezt a játékot, nyugodtan készülhetünk a svédek elleni mérkőzésre. Masszívabb ellenfélre számítottam, de ez egyben a magyar válogatott dicsérete is. | ” |
| – Egervári Sándor, a magyar válogatott szövetségi kapitánya. | |   |

| „                                                  | Nem tudom, hogy mit mondjak... Az első félidőben jobban játszottunk, de nagyon rosszkor jött a második gól. A magyarok sokkal jobbak voltak, akár két-három góllal is nagyobb lehetett volna a különbség. Csak egy-két helyzetünk adódott, de azokat is kihagytuk. | ” |
| – Ólafur Jóhannesson, Izland szövetségi kapitánya. | |   |

## Örökmérleg a mérkőzés után
| Magyarország | :         | Izland |
| ------------ | --------- | ------ |
| 7            | Győzelem  | 3      |
| 0            | Döntetlen | 0      |
| 21           | Gólok     | 10     |
| 21/30        | Pontok    | 9/30   |
| 70           | %         | 30     |